# Oľga Borodáčová
Oľga Borodáčová (ur. 16 grudnia 1899 w Martinie, zm. 13 września 1986 w Bratysławie) – słowacka aktorka teatralna i filmowa.

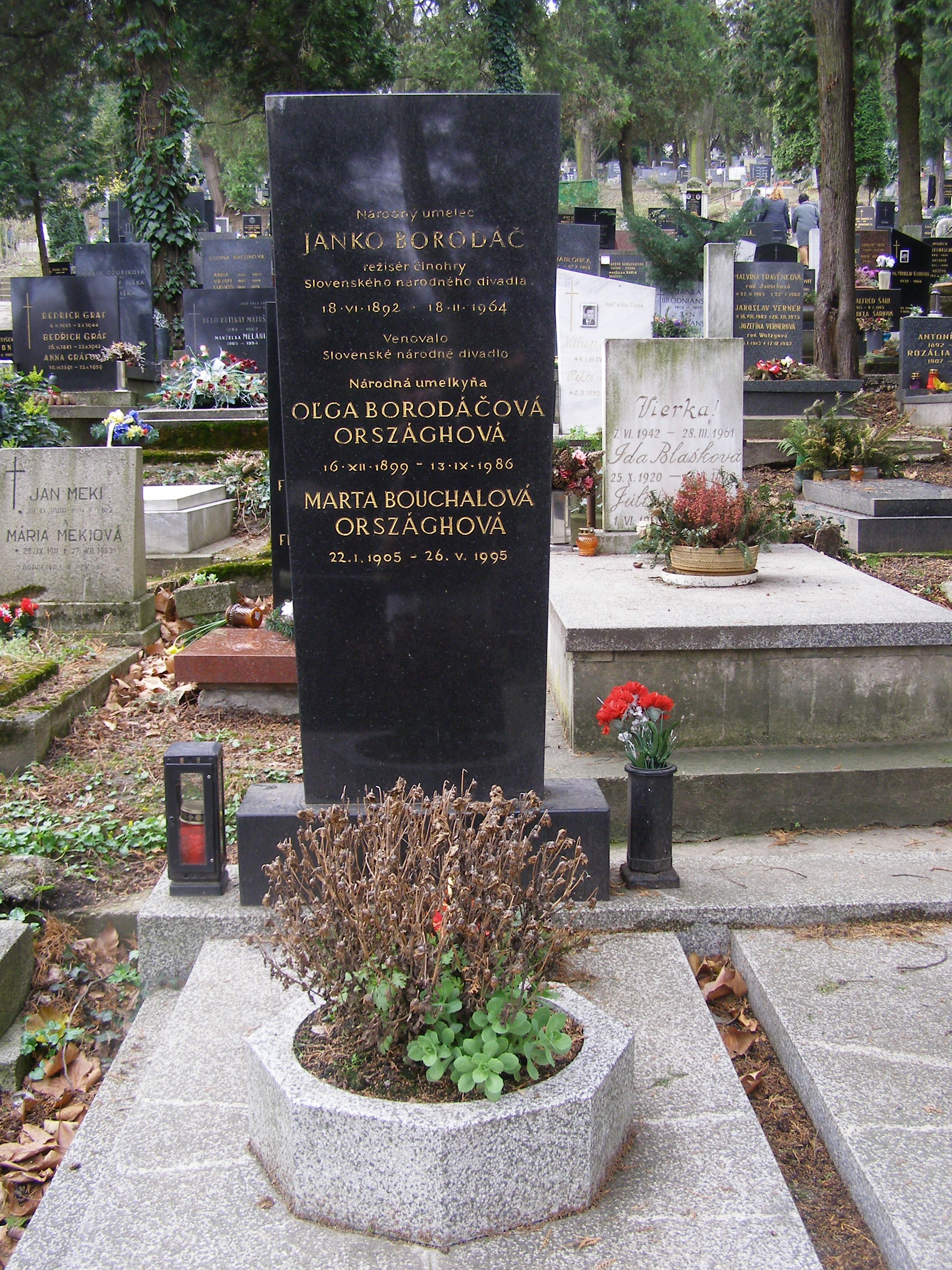
Nagrobek Oľgi Borodáčovej i Janko Borodáčia, Bratysława

## Życiorys
Oľga Borodáčová studiowała aktorstwo w Pradze (1920–1921). Z wyjątkiem dwóch lat przed początkiem lat 20. i 8-letniego pobytu w Koszycach (1945–1953), była członkiem Słowackiego Teatru Narodowego w Bratysławie, aż do przejścia na emeryturę w 1978 roku.
Stworzyła wielkie postacie słowackiej i rosyjskiej literatury klasycznej: Maru w Ženskom zákone, sztuce Jozefa Gregora Tajovskiego, Máliku w Marína Havranová autorstwa Ivana Stodolu, Ewa w Stodolovej Bačovej žene, królowej Tamary w tragedii Pavol Országha Hviezdoslava Herodes a Herodias. Od 1928 do 1942 wykładał w Akademii Muzyki i Dramatu w Bratysławie. Zagrała w 7 filmach fabularnych. Była jedną z pierwszych słowackich aktorek radiowych. W 1961 roku rząd Czechosłowackiej Republiki Socjalistycznej nadał jej honorowy tytuł artysty narodowego.

## Role
- 1935: Milan Rastislav Stefánik
- 1938: Neporazená armáda
- 1950: Katka
- 1950: Kozie mlieko
- 1953: Nástup
- 1955: Rohy
- 1967: Polnočný vlak (TV)
- 1969: Naša pani Oľga Borodáčová (telewizyjny film dokumentalny)
- 1970: Zrodenie syna (TV)
- 1970: Kapitoly z dejín SND (telewizyjny film dokumentalny)
- 1972: Bacova zena (TV)
- 1975: Zivot na uteku
- 1976: Miesto v dome (serial telewizyjny)
- 1979: Milovať jeseň (telewizyjny film dokumentalny)